# Ephraim Katz
Ephraim Katz (* 11. März 1932 in Tel Aviv; † 2. August 1992 in Manhattan, New York City) war ein israelischer Autor, Journalist und Dokumentarfilmer, der vor allem für seine Filmenzyklopädie bekannt ist, die zuerst 1979 erschien.
Katz studierte Jura und Wirtschaftswissenschaften an der Hebrew University und später Politikwissenschaft am Hunter College in New York und Film an der New York University. Er war in Israel Filmkritiker und Reporter, bevor er 1959 nach New York City ging. Dort machte er Dokumentationen z. B. für CBS und war Ko-Autor eines Buchs über Adolf Eichmann und dessen Verhaftung. Es folgten viele weitere Dokumentationen, Filme für Schulzwecke und für die Industrie.
Sein Lebenswerk ist die The Film Encyclopedia, die zuerst 1979 erschien. Die gesamte schon sehr umfangreiche erste Ausgabe stammt von ihm (bei über 7000 Lexikonartikel-Einträgen). An der Vollendung der zweiten Auflage hinderte ihn sein Tod, sie wurde aber durch seine Kollegen Fred Klein und Ronald Dean Nolen 1994 herausgegeben und erschien seitdem in weiteren Auflagen. 1990 erschien eine Paperback-Ausgabe. Das Buch gilt als englischsprachiges Standardwerk (wie zuvor The Filmgoers Companion von Leslie Halliwell).
Er war verheiratet und hatte zwei Töchter. Ephraim Katz starb an einem Lungenemphysem.

## Schriften
- Ephraim Katz: The Film Encyclopedia. Crowell, New York, NY 1979, ISBN 0-690-01204-7 (7th edition, mit Ronald Dean Nolen: The Film Encyclopedia. The Complete Guide to Film and the Film Industry. HarperCollins, New York NY 2012, ISBN 978-0-06-202615-6).
- mit Quentin Reynolds und Zwy Aldouby: Minister of Death. The Adolf Eichmann Story. Viking Press, New York NY 1960.